# Lijst van voetbalinterlands China - Kroatië (vrouwen)
Deze lijst van voetbalinterlands is een overzicht van alle officiële voetbalinterlands tussen de nationale vrouwenteams van China en Kroatië. De landen hebben tot nu toe twee keer tegen elkaar gespeeld.

## Wedstrijden
| № | Plaats  | Datum        | Competitie        | Wedstrijd       | Uitslag |
| - | ------- | ------------ | ----------------- | --------------- | ------- |
| 1 | Kunshan | 6 april 2017 | Vriendschappelijk | China − Kroatië | 2 − 0   |
| 2 | Jiaxing | 9 april 2017 | Vriendschappelijk | China − Kroatië | 2 − 1   |

## Samenvatting
| Competitie        | Totaal gespeeld | Winst China | Gelijk | Winst Kroatië | Doelsaldo China – Kroatië |
| ----------------- | --------------- | ----------- | ------ | ------------- | ------------------------- |
| Vriendschappelijk | 2               | 2           | 0      | 0             | 4 − 1                     |
| Totaal            | 2               | 2           | 0      | 0             | 4 − 1                     |